# 케일렌
케일렌(스페인어: Queilén)는 칠레 로스라고스 주 칠로에 현의 코무나이다.